# Henshin Ninja Arashi
Henshin Ninja Arashi (変身忍者 嵐) é um mangá e série tokusatsu criado pelo cartunista Shotaro Ishinomori em 1972. A versão para TV possui 47 episódios. O mangá existe em três versões diferentes, o original de Ishinomori, Shin Henshin Ninja Arashi e Henshin Ninja Arashi Gaiden, de Ken Ishikawa.

## História
Durante os primeiros anos do período Edo (1630~1868), um clã ninja conhecido como Chiguruma Tou arma um golpe político a fim de saciar sua fome por poder. Liderado por uma figura ameaçadora conhecida como Majin Sai, eles tem planos de tornar-se a supremacia máxima do regime feudal japonês, mesmo que para isso tenham de utilizar dos meios mais sujos e inescrupulosos possíveis.
Um de seus mais habilidosos membros chama-se Hayate. Hayate acredita que o Chiguruma Tou é um clã nobre e suas intenções são boas. Entretanto, não imaginava estar envolvido em meio a tramas tão sinistras.
O pai de Hayate, Tani no Majyu (um dos membros reais honorários do Chiguruma Tou) descobre e desenvolve através de pergaminhos antigos, uma técnica chamada “Ninja Henshin Jitsu”, que possibilita ao homem transforma-se nos poderosos “Keshin Ninja” (Ninjas espirituais) utilizando seus próprios poderes místicos existentes dentro de si. Majin Sai pretende se apoderar desta técnica para que assim possa tomar posse do Chiguruma Tou e fazer de seus guerreiros invencíveis. Tani no Majyu resiste em entregar os segredos de sua técnica a Majin Sai, pois acredita que se caído em mãos erradas, poderá ser de conseqüências devastadoras para o Japão. Majin Sai então envia um de seus “Youkai Ninja” (Ninjas sobrenaturais) para roubar os segredos da técnica. Durante esse processo, Tani no Majyu é assassinado, mas antes revela os segredos de sua técnica a seu filho Hayate. Em busca de vingança pela morte de seu pai e contra o clã ao qual dedicou sua lealdade durante todos esses anos, Hayate usa de sua recém-adquirida descoberta para manifestar os poderes místicos ocultos em si na forma do poderoso ninja Arashi!